# Alí Hasan al-Madžíd
Alí Hasan Abd al-Madžíd at-Tikrítí (arabsky علي حسن عبد المجيد التكريتي‎ 30. listopad 1941 – 25. leden 2010) byl členem strany Baas, irácký ministr obrany, ministr vnitra, vojenský velitel a šéf irácké zpravodajské služby. Během války v Zálivu byl guvernérem obsazeného Kuvajtu.
Alí Hasan al-Madžíd, který byl bratrancem bývalého iráckého prezidenta Saddáma Husajna, se stal v 80. a 90. letech známý díky své roli v irácké vládní kampani proti vnitřním opozičním silám, zejména proti kurdským povstalcům na severu a ší'itským náboženským oponentům na jihu. Represivní kroky zahrnovaly deportace a masové vraždění těchto skupin iráckého obyvatelstva. Kvůli použití chemických zbraní při genocidě kurdského obyvatelstva si vysloužil přezdívku chemický Alí.
Al-Madžíd byl dopaden během spojenecké invaze do Iráku v roce 2003 a obviněn z válečných zločinů, zločinů proti lidskosti a genocidy. V červnu 2007 byl odsouzen k trestu smrti za zločiny spáchané při operaci al-Anfal v 80. letech. Jeho odvolání proti konečnému trestu bylo 4. září 2007 zamítnuto. Dne 17. ledna 2010 byl v pořadí již počtvrté odsouzen k trestu smrti, tentokráte za použití chemických zbraní proti kurdskému městu Halabža v roce 1988. Byl popraven oběšením 25. ledna 2010.